# Secundus de Ptolémaïs
 (décembre 2023).
Secundus de Ptolémaïs est un évêque chrétien du début du IVe siècle dont le siège épiscopal est à Ptolémaïs. Il est excommunié pendant le premier concile œcuménique en raison de son arianisme,.

## Biographie
Secundus est évêque de Ptolémaïs et un soutien et mécène d'Arius. Il est mentionné parmi ceux présents au concile de Nicée,. Theonas et Secundus sont parmi les seuls évêques du concile de Nicée à refuser d'accepter son décret ou de signer le Symbole de Nicée, ce qui leur vaut d'être déposés par le concile et l'évêque d'Alexandrie puis envoyés en exil,. Plus tard, il retrouve son évêché dans le cadre des tentatives de réconciliation de Constantin le Grand, bien que son successeur arien, Stéphane de Ptolémaïs, soit déposé vers 360.